# Leiothlypis ruficapilla
La reinita de Nashville o chipe de cabeza gris (Leiothlypis ruficapilla) es una especie de ave del orden Passeriformes y de la familia Parulidae. Es un ave migratoria que anida en Canadá y Estados Unidos y pasa el invierno en México y Centroamérica.

## Descripción
Esta especie es de partes dorsales pardo-oliváceas y las partes ventrales amarillas. Se distingue de otras especies parecidas por la garganta amarilla y un aro blanco muy evidente alrededor de los ojos. Los machos tienen la cabeza gris y una mancha rojiza en la corona que sin embargo no es siempre visible. Las hembras y los individuos inmaduros tienen la cabeza grisácea con matices oliváceos. 

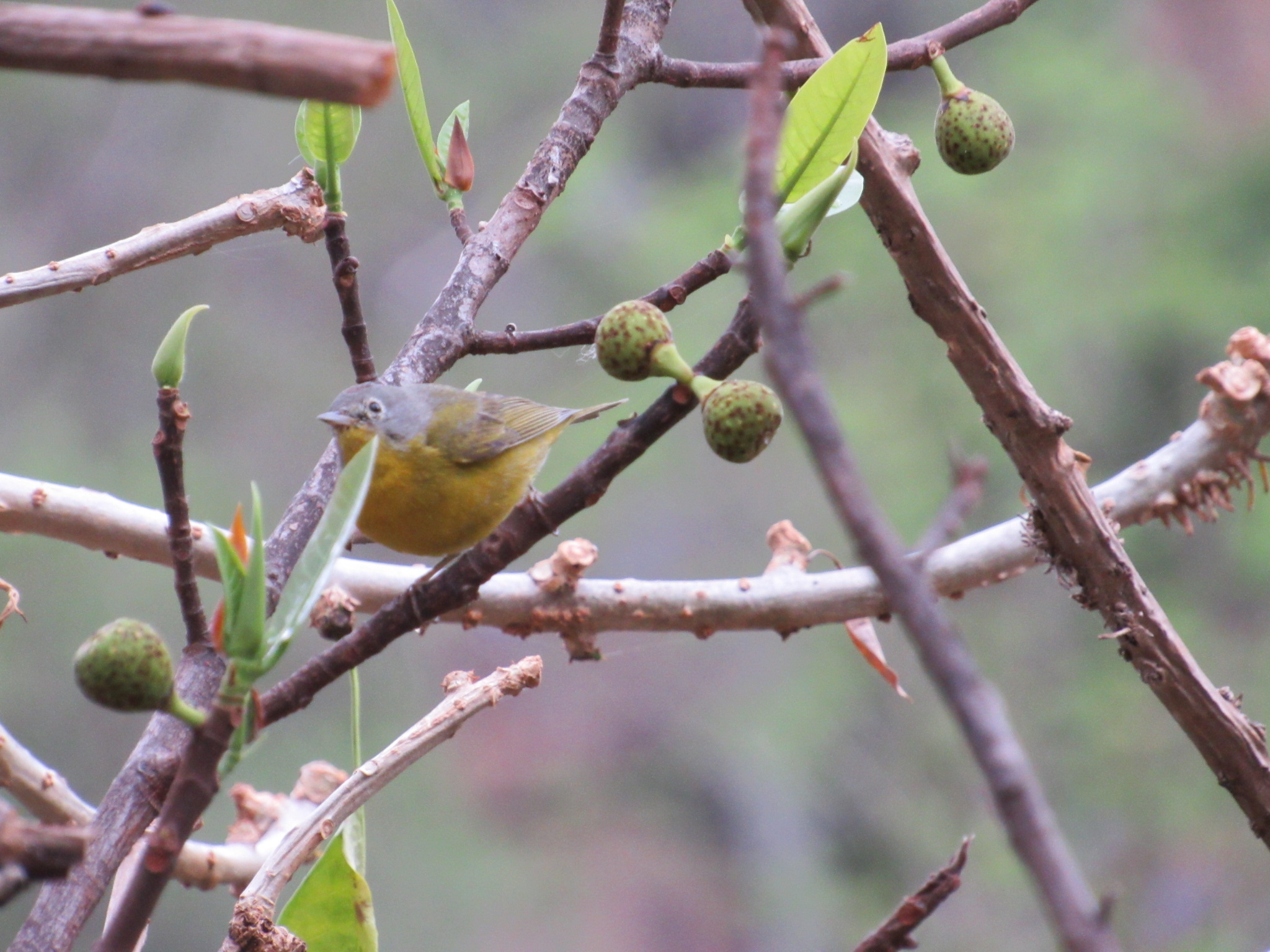
L. ruficapilla buscando los frutos de los cuales alimentarse.

Se reproduce en el norte y oeste de América del Norte (Canadá y estados Unidos). En otoño migra al suroeste de los Estados Unidos, a México y a Guatemala. En México es abundante en invierno en la mayor parte del país, a excepción de las penínsulas de Baja California y Yucatán. Habita en bosques, ecotonos, campos abiertos, plantaciones y matorrales. 
Forma grupos alimenticios con otras especies. Busca alimento entre los árboles o los arbustos, moviendo la cola cuando salta. Se alimenta principalmente de insectos.